# Algoriphagus alkaliphilus
Algoriphagus alkaliphilus ist eine Bakterienart. Die Art ist alkaliphil, d. h. sie bevorzugt hohe pH-Werte. Fundort war innerhalb  artesischen Wasser in Cabeço de Vide, Südportugal.

## Merkmale
Die Zellen von Algoriphagus alkaliphilus sind stäbchenförmig, die Größe liegt bei 0,5 μm in Breite und einer Länge von 2,1 bis 3,1 μm. Die Kolonien sind rot gefärbt. Flagellen sind nicht vorhanden. Eine gleitende Bewegung („gliding motility“), die ohne Hilfe von Flagellen erfolgt, wurde ebenfalls nicht beobachtet. Dieses Merkmal unterscheidet sie von einigen verwandten Arten innerhalb der Familie Cyclobacteriaceae, hier können sich einige gleitend fortbewegen.
Die Temperatur für optimales Wachstum liegt bei 30 °C. Toleriert werden 11–39 °C. Der Optimale pH-Wert liegt bei 8,0, toleriert werden Werte von 8–11. Algoriphagus alkaliphilus ist somit alkaliphil, es bevorzugt hohe pH-Werte. Auch die Art A. trabzonensis bevorzugt hohe pH-Werte, es zeigt Wachstum bei bis zu 10 pH. Der Salzgehalt (NaCl) für bestes Wachstum von A. alkaliphilus beträgt 0 %, toleriert werden Werte bis zu 3 %. Der Katalase- und Oxidase-Test verläuft positiv, dies ist ein typisches Merkmal der Gattung Algoriphagus. Nitrat wird reduziert. A. alkaliphilus produziert nicht lösbare Carotinoide.
Algoriphagus alkaliphilus kann viele Zucker nutzen, hierzu zählen z. B. L-Arabinose, D-Fructose, D-Glucose, L-Lactose, D-Maltose, D-Cellubiose. Andere genutzte Verbindungen sind z. B. D-Arabitol, L-Arabitol, Ribitol und 2-Ketogluconsäure. Beispiele für nicht genutzte Verbindungen sind: Erythrit, Galaktit, Ribose, Amygdalin, Arbutin und 5-Ketogluconsäure.
Der GC-Gehalt liegt bei 43,5.

## Systematik
Die Art wurde  von Igor Tiago und Mitarbeitern im März 2006 als Chimaereicella alkaliphila erstbeschrieben. Aufgrund der durch Analyse der ribosomalen RNA (rRNA) festgestellten engen phylogenetischen Verwandtschaft und starke Ähnlichkeiten bei der Zusammensetzung der Fettsäuren mit denen der Algoriphagus-Arten wurde Chimaereicella alkaliphila zu den Algoriphagus-Arten gestellt. Chimaereicella alkaliphila ist nun das Basonym von Algoriphagus alkaliphilus. Die Gattung Chimaereicella enthielt 2 Arten, neben C. alkaliphila wurde im Jahr 2007 noch die aus Boden isolierte Art C. boritolerans beschrieben. Diese Art wurde ebenfalls zu der Gattung Algoriphagus gestellt und wird nun als Algoriphagus boritolerans geführt.
Die Gattung Algoriphagus wurde im Jahr 2003 aufgestellt. Die zuerst beschriebene Art (Typusart) ist Algoriphagus ratkowsky. Diese Art ist psychrophil, sie zeigt nur bei relativ niedrigen Temperaturen von −2 bis 25 °C Wachstum. Der Fundort war Eis in der Antarktis.

## Genutzte Literatur
- Krieg, N.R.; Ludwig, W.; Whitman, W.B.; Hedlund, B.P.; Paster, B.J.; Staley, J.T.; Ward, N.; Brown, D.; Parte, A.: Bergey's Manual of Systematic Bacteriology. Volume 4: The Bacteroidetes, Spirochaetes, Tenericutes (Mollicutes), Acidobacteria, Fibrobacteres, Fusobacteria, Dictyoglomi, Gemmatimonadetes, Lentisphaerae, Verrucomicrobia, Chlamydiae, and Planctomycetes. Springer, 2010, ISBN 978-0-387-68572-4, S. 423–441.